# Federazija Sportywnoho Biljardu Ukrajiny
Die Federazija Sportywnoho Biljardu Ukrajiny (ukrainisch Федерація Спортивного Більярду України; FSBU) ist der Fachverband für Billard in der Ukraine.

## Geschichte
Die Federazija Sportywnoho Biljardu Ukrajiny wurde am 18. Juni 2001 gegründet.
Am 15. März 2022 veröffentlichten der Präsident des russischen Billardverbands Pawel Sawalny und dessen Vizepräsident Jakow Firsow auf der Website des russischen Billardverbands eine Stellungnahme, in der sie den russischen Überfall auf die Ukraine unterstützten und Wladimir Putin aufforderten, nicht von seinen Zielen in der Ukraine abzurücken. Da Sawalny (als Präsident) und Firsow (als Generalsekretär) auch dem Präsidium des Weltverbands für Russisches Billard (IPC) angehören, erklärte die FSBU am 21. März 2022 den Austritt aus dem IPC.

## Wettbewerbe
Die FSBU ist unter anderem Ausrichter der folgenden nationalen Meisterschaften:
Russisches Billard
- Ukrainische Freie-Pyramide-Meisterschaft
- Ukrainische Dynamische-Pyramide-Meisterschaft
- Ukrainische Kombinierte-Pyramide-Meisterschaft

Poolbillard
- Ukrainische Poolbillard-Meisterschaft

Snooker
- Ukrainische Snooker-Meisterschaft
- Ukrainische 6-Red-Snooker-Meisterschaft

Karambolage
- Ukrainische Freie-Partie-Meisterschaft[4]

Kegelbillard
- Ukrainische Kegelbillard-Meisterschaft[5]

Daneben fanden mehrere internationale Meisterschaften in der Ukraine statt, so etwa die Freie-Pyramide-Weltmeisterschaften 2007 und 2011, die Freie-Pyramide-Europameisterschaft 2003 und die Poolbillard-Jugendeuropameisterschaften 2000 und 2006.

## Erfolge bei internationalen Wettbewerben
Im Russischen Billard gehört die FSBU zu den erfolgreichsten Nationalverbänden. Fünf Ukrainer wurden Weltmeister: Jaroslaw Wynokur (Freie Pyramide 2003, 2011), Jaroslaw Tarnowezkyj (Dynamische Pyramide 2012, Kombinierte Pyramide 2013), Oleksandr Palamar (Kombinierte Pyramide 2007), Jewhen Nowossad (Kombinierte Pyramide 2014) und Dmytro Biloserow (Dynamische Pyramide 2018).
Marija Pudowkina wurde 2015 in der Freien Pyramide als bislang einzige Ukrainerin Weltmeisterin.
Die ukrainische Nationalmannschaft wurde 2015 in der Besetzung Jewhen Nowossad und Artur Piwtschenko Weltmeister. Bei den Damen gewann das Team bestehend aus Anastassija Kowalenko und Tetjana Tutschak 2015 und 2017 die Silbermedaille.
Im Poolbillard gewann Artem Koschowyj die ersten internationalen Medaillen für den ukrainischen Verband, als er 2010 Vizeeuropameister im 14/1 endlos und 2012 Vizeeuropameister im 8-Ball wurde. 2016 wurde Witalij Pazura 8-Ball-Europameister und Kateryna Polowyntschuk gewann in derselben Disziplin die Silbermedaille.
Im Snooker wurde Julian Bojko 2020 6-Red-Snooker-Europameister und qualifizierte sich als Finalist der WSF Open 2020 als erster Ukrainer für die Profitour (2020/21, 2021/22). Anton Kasakow qualifizierte sich als Sieger der WSF Junior Championship 2022 für die Main-Tour-Spielzeiten 2022/23 und 2023/24. Der ehemalige Profi Alan Trigg tritt seit 2010 für die Ukraine an und wurde seitdem dreimal Vizeeuropameister der Senioren (2011, 2013, 2019). Bei der Team-EM gewannen Julian Bojko und Serhij Issajenko 2022 die Bronzemedaille.
Erfolge bei Mannschaftswettbewerben
- Freie-Pyramide-Mannschaftsweltmeisterschaft
  -  2015[6]
  -  2005, 2006, 2007, 2008
- Freie-Pyramide-Mannschaftsweltmeisterschaft (Damen)
  -  2015, 2017[7][8]
  -  2016
- Poolbillard-Europameisterschaft (Damen)
  -  2018
- Snooker-Europameisterschaft
  -  2022[9]

## Organisation und Struktur

### Präsidium
Das Präsidium besteht aus sechs Personen:
- Präsident: Ihor Massol
- Generalsekretärin: Janina Denyssjuk
- Oberschiedsrichter: Ihor Kowtun
- Direktorin für Poolbillard: Wiktorija Nahorna
- Direktor für Kinder- und Jugendbillard: Oleh Pudowkin
- Direktor für Billard an den Hochschulen: Oleksandr Besnossjuk

### Regionalverbände
Der FSBU gehören 26 Regionalverbände an.
| Nr. | Region                | Vorsitzende             |
| --- | --------------------- | ----------------------- |
| 1   | Oblast Winnyzja       | Anatolij Menjuk         |
| 2   | Oblast Wolyn          | Stanislaw Tymtschij     |
| 3   | Oblast Dnipropetrowsk | Oleh Pudowkin           |
| 4   | Oblast Donezk         | Dawyd Chatschykjan      |
| 5   | Oblast Schytomyr      | Ajrat Maskulow          |
| 6   | Schytomyr             | Oksana Rybak            |
| 7   | Oblast Transkarpatien | Serhij Korol            |
| 8   | Oblast Saporischschja | Ihor Ljebjedjew         |
| 9   | Saporischschja        | Serhij Pluschnikow      |
| 10  | Kiew                  | Wiktorija Nahorna       |
| 11  | Oblast Kiew           | Artur Mytko             |
| 12  | Oblast Kirowohrad     | Oleksandr Sinjakewytsch |
| 13  | Kropywnyzkyj          | Anastassija Podopryhora |
| 14  | Switlowodsk           | Tymofij Bryschatyj      |
| 15  | Oblast Luhansk        | Serhij Lychowajda       |
| 16  | Oblast Lwiw           | Oleksandr Bilewytsch    |
| 17  | Oblast Poltawa        | Anastassija Kowalenko   |
| 18  | Oblast Odessa         | Rodika Ljubytsch        |
| 19  | Oblast Riwne          | Mykola Skoropad         |
| 20  | Oblast Sumy           | Eduard Jurtschenko      |
| 21  | Oblast Ternopil       | Andrij Masepa           |
| 22  | Oblast Charkiw        | Oleh Haluschko          |
| 23  | Charkiw               | Kostjantyn Tytow        |
| 24  | Oblast Chmelnyzkyj    | Ihor Martynjuk          |
| 25  | Oblast Tscherkassy    | Jurij Talanenko         |
| 26  | Oblast Tscherniwzi    | Wolodymyr Dorosch       |

### Übergeordnete Verbandsstruktur
Die FSBU ist Mitglied der folgenden internationalen Verbände:
- International Billiards & Snooker Federation
- European Billiards and Snooker Association
- European Pocket Billiard Federation

|  |

|  |